# Mu Virginis
Mu Virginis (μ Vir, μ Virginis) , conosciuta anche con il nome tradizionale di Rijl al Awwa, è una stella nella costellazione della Vergine di magnitudine apparente +3,90. Dista 60 anni luce dalla Terra.
Il nome Rijl al Awwa deriva dall'arabo رجل العوى rijl al-‘awwa’, che significa "il piede del (cane) Labrador".

## Osservazione
Si tratta di una stella situata nell'emisfero celeste boreale, ma molto in prossimità dell'equatore celeste, dal quale dista meno di 2°; ciò comporta che possa essere osservata da tutte le regioni abitate della Terra senza alcuna difficoltà.  La sua magnitudine pari a 3,90 la si può osservare anche dai piccoli centri urbani senza difficoltà, sebbene un cielo non eccessivamente inquinato sia maggiormente indicato per la sua individuazione.
Il periodo migliore per la sua osservazione nel cielo serale ricade durante i mesi della primavera boreale, che corrispondono alla stagione autunnale nell'emisfero australe. Il periodo di visibilità rimane indicativamente lo stesso, grazie alla posizione della stella prossima all'equatore celeste.

## Caratteristiche fisiche
Mu Virginis è una stella bianco-gialla di sequenza principale di tipo spettrale F2V; ha una massa stimata in 1,5 volte quella del Sole e un raggio 2 volte maggiore. La stella si trova oltre metà strada del suo ciclo vitale, che per una stella di questa classe corrisponde a 2,5 miliardi di anni; secondo stime recenti l'età attuale di Mu Virginis è risultata essere di 1,7 miliardi di anni.